# Sintep
Sintep is een bestuurslaag in het regentschap Aceh Tengah van de provincie Atjeh, Indonesië. Sintep telt 105 inwoners (volkstelling 2010).